# Jan Gomola
Jan Gomola (Ustroń, 1941. augusztus 5. – Ustroń, 2022. február 24.) válogatott lengyel labdarúgó, kapus.

## Pályafutása

### Klubcsapatban
1959 és 1964 között a Kuźnia Ustroń, 1964 és 1974 között a Górnik Zabrze labdarúgója volt. A Górnikkal öt lengyel bajnoki címet és hat kupagyőzelmet ért el. Tagja volt az 1969–70-es idényben KEK-döntős csapatnak. 1974 és 1977 között Mexikóban játszott. 1974–75-ben az Atlético Español, 1975–76-ban Zacatepec, 1977-ben ismét az Atlético Español játékosa volt.

### A válogatottban
1966 és 1971 között hét alkalommal szerepelt a lengyel válogatottban.

## Sikerei, díjai
Górnik Zabrze
- Lengyel bajnokság
  - bajnok (5): 1964–65, 1965–66, 1966–67, 1970–71, 1971–72
- Lengyel kupa
  - győztes (6): 1965, 1968, 1969, 1970, 1971, 1972
- Kupagyőztesek Európa-kupája (KEK)
  - döntős: 1969–70

## Statisztika

### Mérkőzései a lengyel válogatottban
| Lengyelország | Lengyelország        | Lengyelország                             | Lengyelország | Lengyelország | Lengyelország | Lengyelország | Lengyelország | Lengyelország |
| #             | Dátum                | Helyszín                                  | Hazai         | Eredmény      | Vendég        | Kiírás        | Gólok         | Esemény       |
| ------------- | -------------------- | ----------------------------------------- | ------------- | ------------- | ------------- | ------------- | ------------- | ------------- |
| 1.            | 1966. május 18.      | Wrocław, Stadion Olimpijski               | Lengyelország | 1 – 1         | Svédország    | barátságos    | -             |               |
| 2.            | 1966. június 5.      | Belo Horizonte, Estádio Mineirão          | Brazília      | 4 – 1         | Lengyelország | barátságos    | -             |               |
| 3.            | 1966. június 11.     | Buenos Aires, Estadio Monumental          | Argentína     | 1 – 1         | Lengyelország | barátságos    | -             |               |
| 4.            | 1966. október 22.    | Párizs, Parc des Princes                  | Franciaország | 2 – 1         | Lengyelország | Eb-selejtező  | -             |               |
| 5.            | 1968. december 17.   | Mar del Plata, Estadio General San Martín | Argentína     | 1 – 0         | Lengyelország | barátságos    | -             |               |
| 6.            | 1969. április 20.    | Krakkó, Városi Stadion                    | Lengyelország | 8 – 1         | Luxemburg     | vb-selejtező  | -             |               |
| 7.            | 1971. szeptember 22. | Krakkó, Városi Stadion                    | Lengyelország | 5 – 1         | Törökország   | Eb-selejtező  | -             |               |
|               | Összesen             |                                           |               | 7             | mérkőzés      |               | 0             | gól           |